# تراكر بت تورنت
التراكر (tracker) هو عنوان السيرفر الذي يتولى عملية التنسيق الاتصال بين الأطراف (peers) ويجمع معلومات عن هؤلاء الأطراف وهو لا يمتلك نسخة من الملف ولا يعرف ما يحتويه الملف المراد تحميله.
مثلا عند تحميل ملف تورنت يبحث ملف التورنت على عنوان التراكر ويقوم التراكر بتسجيل تحميلك للملف وإرسال عناوين الأطراف (peers) الأخرى لك حتى يقوم برنامجك بالاتصال بهم.

## التراكر الخاص
التراكر الخاص هو التراكر الذي يتطلب تسجيلا ويحددك بنظام Ratio فيقوم أولا بتحديد ما إذا كان المحمل مؤهلا للتحميل أو لا فيبحث عن هل المستخدم المحمل مسجل في الموقع أم لا عن طريق كود معين يتم الحصول عليه في حالة تسجيلك لموقع ويطلق عليه مفتاح المرور (passkey).
فعندما يقوم برنامج التورنت في جهازك بالاتصال بالتراكر، يسأل التراكر عن مفتاح المرور (passkey). فإن لم تسجل من قبل بالتراكر فلن يرسل برنامج التورنت مفتاح المرور للتراكر فيرفض التراكر التحميل ويرسل لك رساله تفيد بأنك لست مسجل (Authentication Failed)
بعد ذلك يقوم التراكر بتسجيل دخولك ويرسل لك عنوانين الأطراف لتبدا أنت بالاتصال بهم ومشاركه الملف معهم اما بالتحميل أو الرفع
و بمرور الوقت يقوم التراكر بالاتصال دوريا ببرنامج التورنت حتى ياخذ منه إحصائيات معدل نقل البيانات لديك (أي كمية ما قمت بتحميله ورفعه) وأيضا يقوم بتجديد عنوانين الأطراف (peers) في حاله تغيرهم (أي ان كان اتصل أحد الأطراف لتحميل الملف أو انقطع أحدهم

## وصلات خارجية
- RuS BitTorrent